# Adam Masina
Adam Masina (Khouribga, 2 januari 1994) is een Italiaans–Marokkaans voetballer die doorgaans als linksback speelt. Hij verruilde Bologna in juli 2018 voor Watford. Masina debuteerde in 2021 in het Marokkaans voetbalelftal.

## Clubcarrière
Masina werd geboren in het Marokkaanse Khourigba, maar verhuisde op jonge leeftijd naar Italië, nadat hij werd geadopteerd door een Italiaans gezin. Hij speelde in de jeugd voor Bologna, dat hem tijdens het seizoen 2012/13 verhuurde aan AC Giacomense. De vleugelverdediger speelde elf wedstrijden in de Lega Pro Seconda Divisione, het vierde niveau in Italië. Op 12 oktober 2014 debuteerde hij in het eerste elftal, uit tegen Latina Calcio. Op 24 maart 2015 maakte Masina zijn eerste treffer, in de Serie B tegen AS Bari. In 2015 promoveerde hij met Bologna naar de Serie A. Op 22 augustus 2015 debuteerde hij in de Serie A tegen SS Lazio. Zijn eerste treffer op het hoogste niveau vierde hij op 24 oktober 2015 tegen Carpi FC 1909. Masina maakte in het uitduel de winnende treffer in de extra tijd.

## Interlandcarrière
Masina mag zowel voor Marokko als voor Italië uitkomen. Op 17 november 2015 debuteerde hij voor Italië –21, tegen Litouwen –21.